# Tapawera
Tapawera – miasto w Nowej Zelandii, na Wyspie Południowej, w regionie Tasman.